# Huarte (Navarra)
Huarte (Baskisch: Uharte) ist eine Gemeinde in Navarra in Spanien. Huarte hat 7.737 Einwohner (Stand: 2024). Sie gehört zum Ballungsraum von Pamplona.  Die Gemeinden Esteribar und Ezcabarte liegen im Norden, Egüés im Osten und Süden, Villava und Burlada im Westen. In der Gemeinde hat sich seit den 1980er Jahren die Pharmaindustrie angesiedelt.

## Geschichte
Während des Spanischen Unabhängigkeitskrieges gab es in Huarte 3 Lazarette, die eine Kapazität von 800 bis 1000 Mann hatten. Während dieser Zeit war es auch Schauplatz ständiger Kämpfe zwischen der Guerilla und den französischen Truppen. Im Jahr 1810 griff die Guerilla, auf Bitten der Einwohner, das französische Detachement von Huarte an.
Seit der zweiten Hälfte des 20. Jahrhunderts hat sich sein landwirtschaftliches Profil der Siedlung parallel zu den übrigen Städten des Pamplona-Beckens zu einem industriellen Profil gewandelt. Mehrere Industrien haben sich in der Gemeinde angesiedelt und viele Einwohner, die in Huarte leben, arbeiten in Pamplona, was die Verbindung zwischen den beiden Städten eng macht.

## Partnerstädte
- Nogaro, Frankreich